# アルリンド・バルベイトス
アルリンド・ド・カルモ・ピレス・バルベイトス（アンゴラ共和国ベンゴ州カテテ、1940年12月24日 - 2021年3月31日）は、アンゴラの詩人。

## 重要な著作
- Angola Angolê Angolema (1975)
- Nzoji (Sonho) (1979)
- Fiapos de Sonho (1990)
- Na Leveza do Luar Crescente (1998)

| スタブアイコン | サブスタブ | この項目は、まだ閲覧者の調べものの参照としては役立たない、人物に関連した書きかけの項目です。この項目を加筆・訂正などしてくださる協力者を求めています（P:人物伝/PJ:人物伝）。 |